# Boris (cràter)
Boris és un petit cràter d'impacte de la Lluna que es troba a la Mare Imbrium, al nord-est del cràter Delisle. Es troba a prop de l'extrem sud-oest d'una sinuosa esquerda anomenada Rima Delisle, que serpenteja cap al nord-est, en direcció al cràter Heis, abans d'esvair-se en la mar lunar.

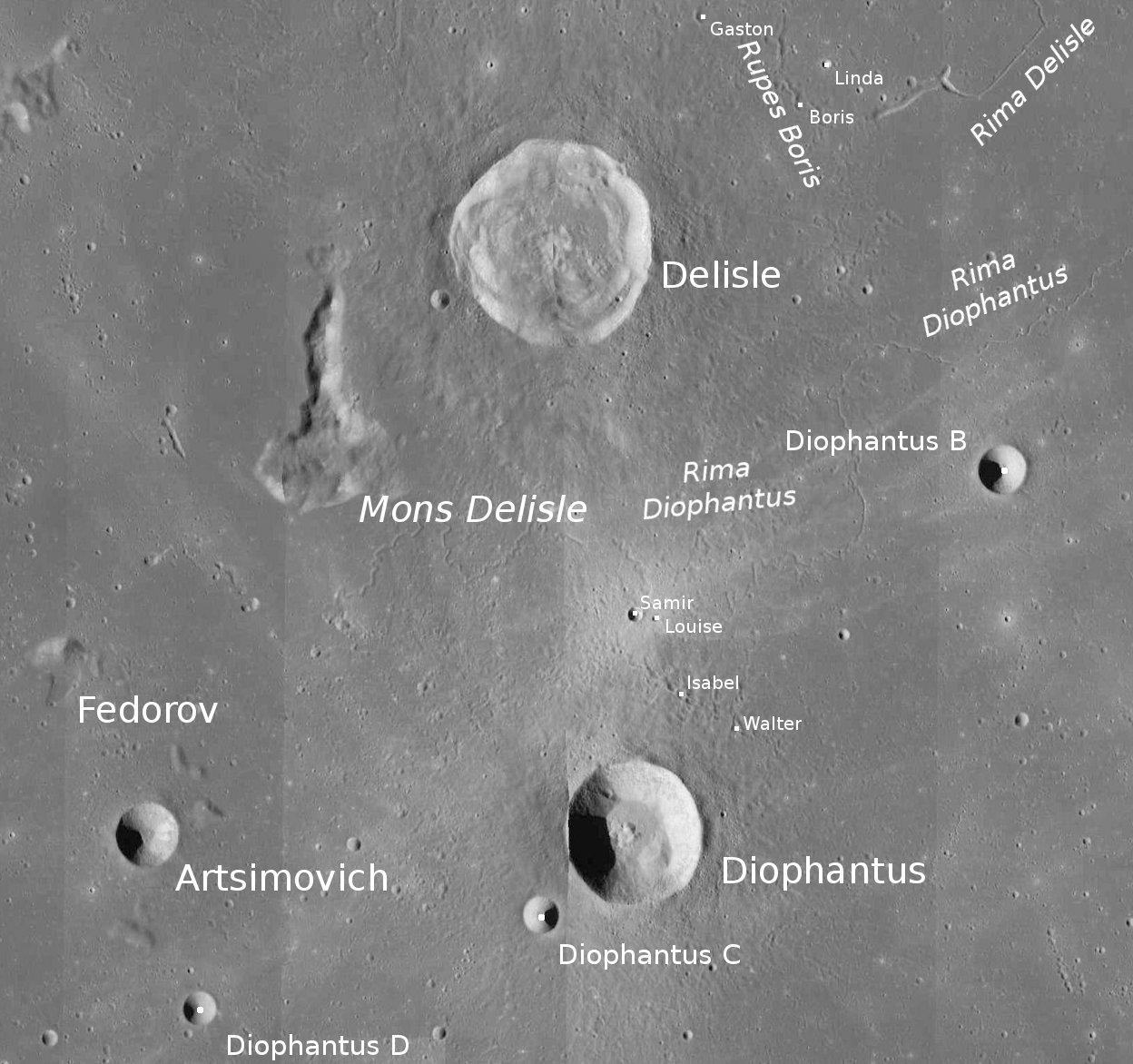
Localització de Boris (vora superior dreta de la imatge)
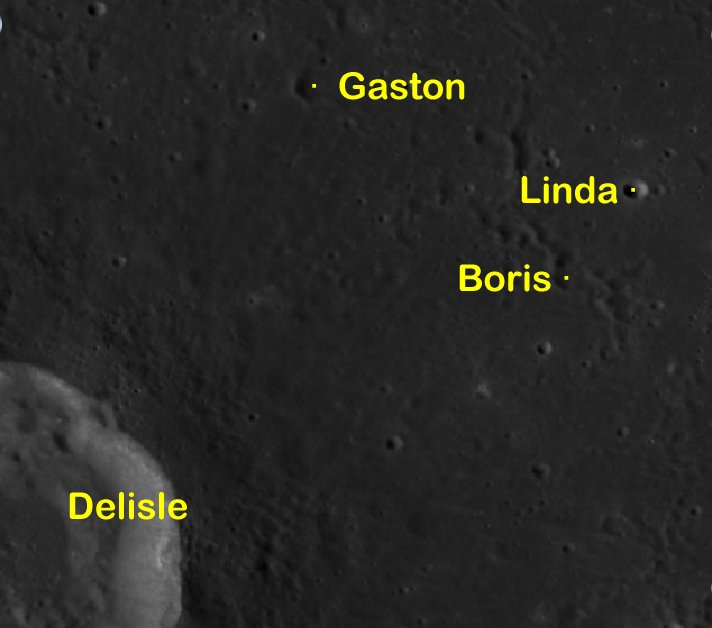
Rodalies de Boris (imatge de la missió LRO)
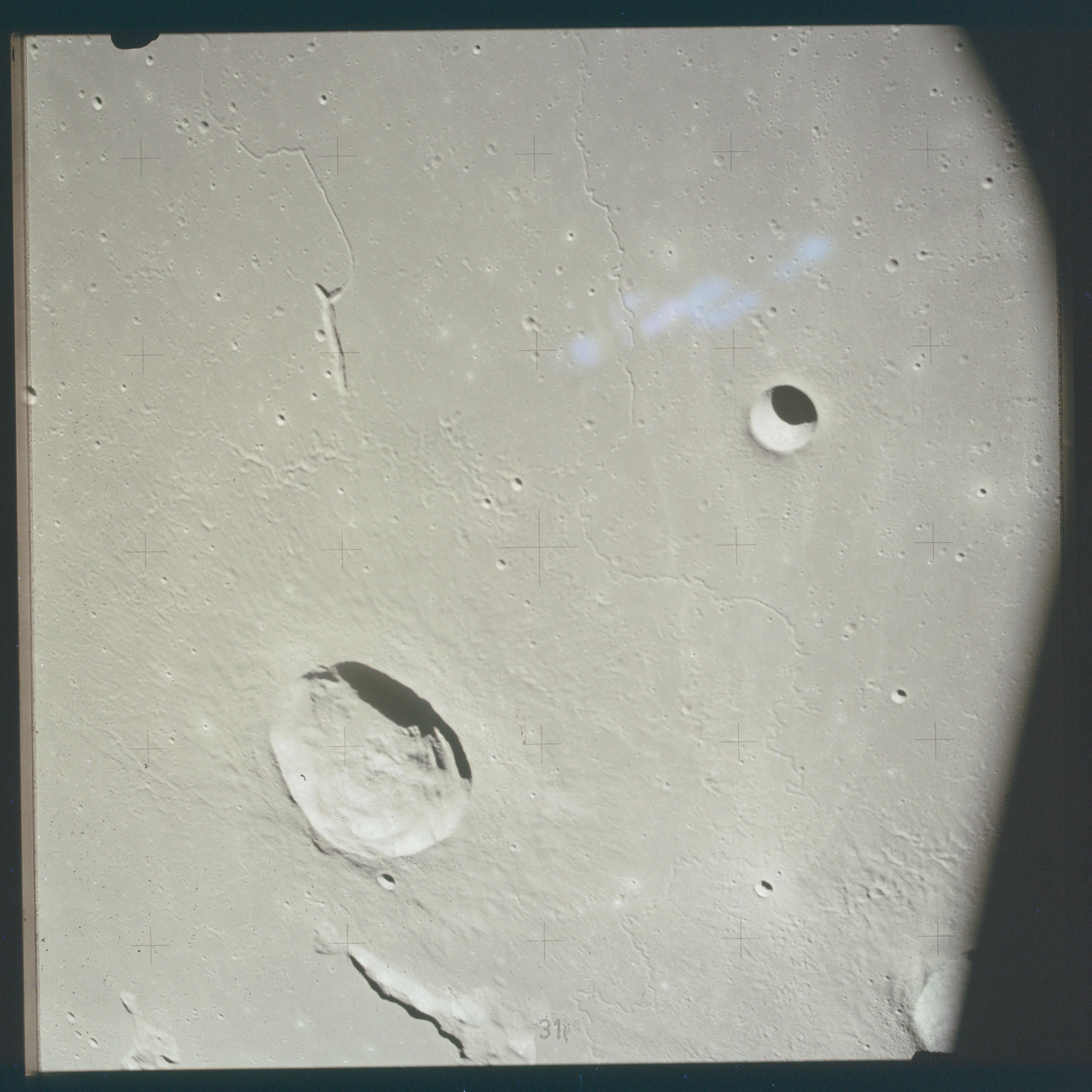
Boris (vista obliqua de l'entorn de Delisle)

Al nord-oest apareix la cresta Rupes Boris, un petit escarpament de 6 km de longitud. També al nord-oest de Boris es localitza Gaston, i gairebé al nord-est Linda.
Aquest és un dels cràters lunars més petits que ha rebut oficialment un nom adjudicat per la UAI.